# Férfi 25 kilométeres hosszútávúszás a 2015-ös úszó-világbajnokságon
A 2015-ös úszó-világbajnokságon a férfi 25 kilométeres hosszútávúszás versenyszámának döntőjét Kazanyban rendezték. A győztes Simone Rufini lett.

## Végeredmény
| #         | Név                               | Ország                  | Idő       |
| --------- | --------------------------------- | ----------------------- | --------- |
| Aranyérem | Simone Rufini                     | Olaszország             | 4:53:10,7 |
| Ezüstérem | Alex Meyer                        | Egyesült Államok        | 4:53:15,1 |
| Bronzérem | Matteo Furlan                     | Olaszország             | 4:53:38,0 |
| 4.        | Axel Reymond                      | Franciaország           | 4:55:55,8 |
| 5.        | Erwin Maldonado                   | Venezuela               | 4:56:00,4 |
| 6.        | Sam Sheppard                      | Ausztrália              | 4:56:22,9 |
| 7.        | Santiago Enderica                 | Ecuador                 | 4:56:59,4 |
| 8.        | Jevgenyij Drattcev                | Oroszország             | 4:57:11,9 |
| 9.        | Alexander Studzinski              | Németország             | 4:59:11,9 |
| 10.       | David Heron                       | Egyesült Államok        | 5:00:11,5 |
| 11.       | Andreas Waschburger               | Németország             | 5:00:19,2 |
| 12.       | Yuval Safra                       | Izrael                  | 5:02:52,9 |
| 13.       | Vitalij Kudjakov                  | Kazahsztán              | 5:03:16,3 |
| 14.       | Jevgenyij Pop Acev                | Észak-Macedónia         | 5:04:43,4 |
| 15.       | Matej Kozubek                     | Csehország              | 5:05:22,3 |
| 16.       | Allan do Carmo                    | Brazília                | 5:06:27,9 |
| 17.       | Jarrod Poort                      | Ausztrália              | 5:07:44,5 |
| 18.       | Diogo Villarinho                  | Brazília                | 5:11:04,2 |
| 19.       | Vit Ingeduld                      | Csehország              | 5:13:11,0 |
| 20.       | Székelyi Dániel                   | Magyarország            | 5:15:03,4 |
| 21.       | Roman Karjakin                    | Oroszország             | 5:15:53,8 |
| 22.       | Je Csian-peng                     | Kína                    | 5:19:01,5 |
| 23.       | Nico Manoussakis                  | Dél-afrikai Köztársaság | 5:20:47,2 |
| 24.       | Saleh Mohammad                    | Szíria                  | 5:31:22,1 |
| ki        | Shahar Resman                     | Izrael                  | Kiesett   |
| ki        | Marcel Shouten                    | Hollandia               | Kiesett   |
| ki        | Christopher Robert Bryan          | Írország                | Kiesett   |
| ki        | Gabriel Raúl Villagoiz            | Argentína               | Kiesett   |
| ki        | Guillermo Vittorio Bertola        | Argentína               | Kiesett   |
| ki        | Zsang Ci-pin                      | Kína                    | Kiesett   |
| ki        | Haythem Abdelkhalek               | Tunézia                 | Kiesett   |
| ki        | Marc-Antoine Daniel Frede Olivier | Franciaország           | Kiesett   |